# Дамдин Сухбатор
Дамдин Сухбатор (монг. Дамдины Сүхбаатар; Улан Батор, 2. фебруар 1893 — Монголија, 20. фебруар 1923) био је војсковођа, вођа Монголске револуције и оснивач модерне монголске државе. У јулу 1921. је прогласио коначну независност Монголије од Кине.

## Биографија
Рођен је 1893. године у Хуреу (данашњи Улан Батор), тадашњој кинеској трговачкој станици. Када му је било 6 година, породица се преселила северније, у близину руског конзулата. Тамо је Сухбатор кроз игру са децом руских дипломата научио да говори руски језик. Са 14 година је кренуо на школовање, а када је Монголија прогласила независност од Кине 1911. године, прикључио се новоформираној монголској војсци.

### Служење у Богд Кановој војсци
Руски саветници су 1912. основали војну школу у Хуџирбулану, те је Сухбатор из редова војске пребачен на војно образовање. Тамо се истакао као врстан митраљезац због чега је зарадио поштовање од стране својих колега. Оженио се 1913. са Јанџмом.

### Кинеска окупација
Октобарска револуција 1917. и избијање грађанског рата удаљили су интерес Руса од Монголије, што су Кинези искористили и 1918—1919. покренули кампању враћања Монголије под кинеску власт. Кинези су заузели главни град и натерали монголског суверена Богд Кана да потпише споразум којим признаје кинеску власт над Монголијом. Сухбатор је тада био члан једне од две политичке групације које ће касније да прерасту у Монголску народну револуционарну партију јуна 1920. године. Контакт с њима су успоставили агенти Коминтерне након чега су монголски комунисти почели да примају помоћ од руских комуниста. Комунисти су наговорили Богд Кана да затражи помоћ у одбрани монголске независности од совјетске Русије, што је он и учинио.

### Народна револуција
Монголски делегати, предвођени Сухбатором, стигли су до Совјета у Иркутску 19. августа 1920, након чега су ови потврдили да Русија жели да им помогне. Сухбатор и неколико његових другова остали су у Иркутску како би се војно образовали.
Крајем 1920. године, у Монголију су ушле белоармејске снаге под заповедништвом барона Романа Унгерна фон Штернберга и почетком 1921. заузеле главни град. Сухбатор се у фебруару 1921. вратио у Монголију и био постављен за врховног заповедника монголских партизана чије су јединице касније прерасле у Монголску народну армију. Монголске снаге су се сукобиле с кинеском војском 20. фебруара, и до краја их поразиле код града Хијагта 18. марта (овај дан се у Монголији славио као Дан бранилаца отаџбине). Након тога је Хијагт постао средиште привремене владе.
Маја 1921, Хијагт су напале Унгернове снаге, али је офанзива одбијена у јуну уз помоћ снага из Далекоисточне Републике. Након тога је монголска војска уз помоћ јединица Црвене армије ослободила и Хуре 6. јула, притом уништивши Унгернове снаге.
Дана 11. јуна проглашена је прва монголска влада, а Сухбатор постављен за министра војске.

### Смрт
Млада монголска влада још увек није била безбедна од разних антикомунистичких завера. Неколико завереничких група било је откривено и елиминисано, а почетком 1923. су се појавиле сумње да се планира државни удар. Сва ова напетост била је превише за психичко здравље Сухбатора. Сломио се у ноћи 14/15. фебруара и умро 20. фебруара.
Током Чојбалсанове владавине 1940-их, појавиле су се гласине да је Сухбатор био отрован, али се о томе није посебно расправљало међу политичким и интелектуалним круговима.

### Наслеђе
Недуго након Сухбаторове смрти, главни град је преименован у његову част: Улан Батор (Црвени борац). Његово тело је 1954. ексхумирано са Националног гробља и похрањено у новоизграђени маузолеј на централном уланбаторском тргу. Када је маузолеј растављен 2005, његово тело је кремисано и поновно похрањено на Национално гробље.
Његово име носи и једна монголска провинција, главни град провинције Селенге и градска четврт Улан Батора.